# 金子夏穂
金子 夏穂（かねこ なつほ、1996年8月19日 - ）は、日本の元女子プロレスラー。血液型はA型。

## 所属
- センダイガールズプロレスリング（2020年 - 2021年 ）

## 来歴・戦績
2019年
- 4月、練習生としてセンダイガールズプロレスリングに入門。

2020年
- 入門後1年間地道に練習を重ね、3月8日に行われたセンダイガールズプロレスリングプロテストに合格してセンダイガールズプロレスリングに入団。[1]
- 3月28日、センダイガールズプロレスリング主催のキャリア3年未満の選手によるオールスター戦のじゃじゃ馬トーナメントに出場し、1回戦でPURE-J女子プロレス所属の久令愛と対戦するもダブルリストアームサルトで敗北。

2021年
- 9月30日、体調不良を理由に仙女からの退団を発表[2]。

## 人物
- レスラーになる前は名古屋市内のホテルで勤務をしており、高橋ヒロムの試合を見てプロレスラーを志しホテルを退職している。[3]。
- 中学2年生から体調を崩し卒業まで不登校を経験している。過去に運動経験が無く、体力と受け身の課題に課題があったため、過去3度のプロテストは不合格になっており、4回目の受験にしての合格している。[3]。
- 一部のグッズ、ポスター、スマホリングなどのデザインを手掛けており、休業中～退団後もデザイナーとして関わっている。